# Garrigues (companie)
Garrigues este cea mai mare companie de avocatură din Spania.
A fost înființată în anul 1941, și este specializată în domeniul legislației corporatiste și pentru comerț.
Compania oferă servicii legale și de consultanță din toate domeniile și are o rețea de 25 de birouri în Spania și două în Portugalia, având venituri de 223,1 milioane euro în anul 2006.
Compania este prezentă și în România, unde a intrat în vara anului 2008, prin achiziția casei de avocatură Mareș & Asociații, și are în prezent 15 avocați.